# Potok Bystrzański
Potok Bystrzański, także Bystry, Bystry Potok (cz. Bystrý potok) – krótki i wyjątkowo bystry potok w Beskidzie Śląskim, prawobrzeżny dopływ Olzy. Długość ok. 3,9 km. Na całej długości biegnie nim polsko-czeska granica państwowa.
Źródła na wysokości ok. 920 m n.p.m., na południowych zboczach grzbietu Kiczory – Kyrkawica. Spływa na południe i uchodzi do Olzy „na Bystrym” pod Bukowską Kępą, na wysokości ok. 450 m n.p.m. Od strony wschodniej jego dolinę ogranicza silnie rozczłonkowane ramię górskie, odchodzące od szczytu Kiczor ku południu przez szczyty Sałasz Dupne (894 m n.p.m.) i Bukowiec (753 m n.p.m.), z którego spływa do Potoku Bystrzańskiego szereg dopływów o długości do ok. 1,5 km. Od strony zachodniej dolinę Potoku Bystrzańskiego ogranicza zwarte ramię górskie, odchodzące od szczytu Kyrkawicy ku południu przez Baginiec (cz. Bahenec) i szczyt Ostrá hora (721 m n.p.m.).
Na wschodnich stokach doliny Potoku Bystrzańskiego leżą dwa z najbardziej zacisznych przysiółków Istebnej: Bystre Dolne (580–700 m) i Bystre Górne (700–800 m). Doliną Olzy, a następnie doliną Potoku Bystrzańskiego biegnie droga jezdna z Istebnej do wymienionych wyżej przysiółków.
W pobliżu ostoja tzw. „świerków istebniańskich” – genetycznie utrwalonej odmiany świerka pospolitego, dającej doskonałe wyniki hodowlane również w innych krajach Europy i dostarczającej drewna najwyższej jakości.